# 松前站 (北海道)
松前站（日语：／ Matsumae eki */?）是位於北海道松前郡松前町字博多的北海道旅客鐵道（JR北海道）松前線的鐵路站。為急行列車「松前」的終點站。在1988年停用。

## 車站構造
- 單式月台1面1線。
- 有人站

## 車站週邊

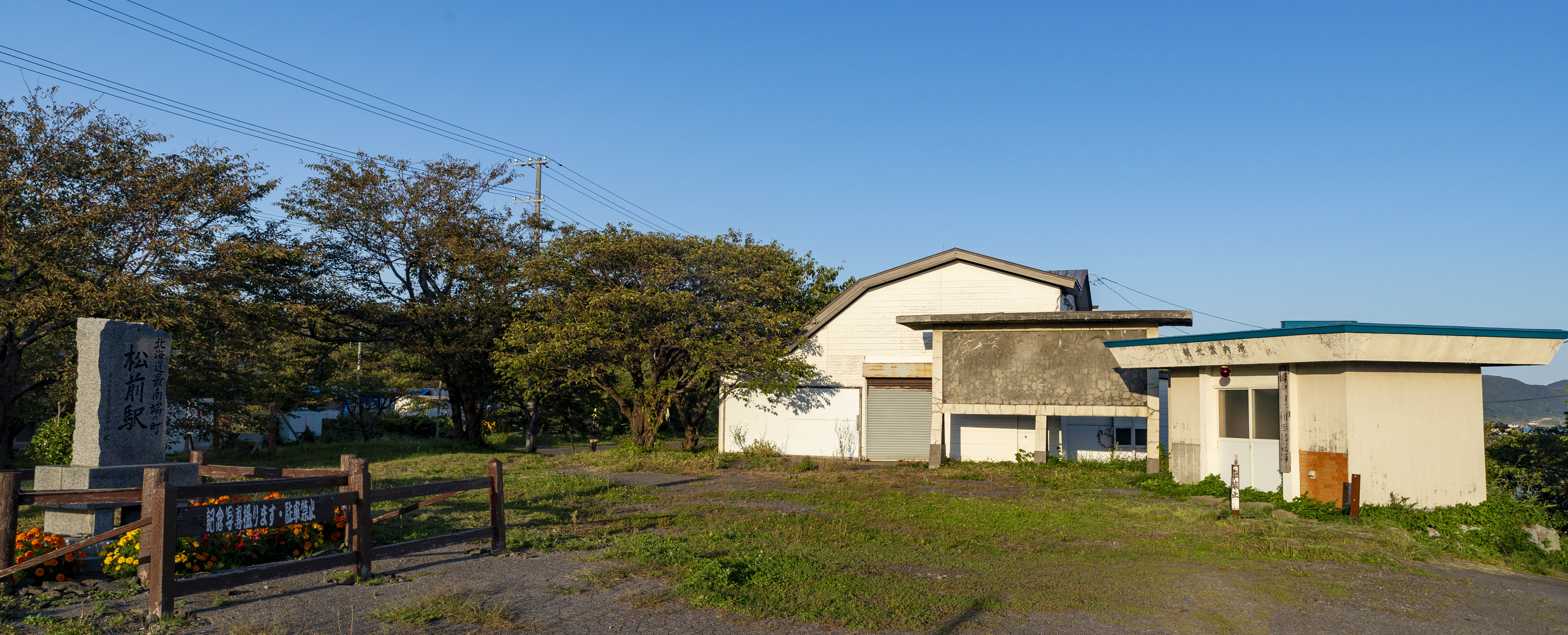
车站废墟

- 松前町政廳
- 松前町立松前中學
- 松前町立松城小學
- 松前郵局
- 北洋銀行松前分店
- 江差信用金庫松前分店
- 松前城
- 北海道道380號松前停車場線

## 历史
- 1953年（昭和28年）11月8日 - 開設為日本國有鐵道之車站。一般站。
- 1982年（昭和57年）11月15日 - 貨物起卸服務停止。
- 1984年（昭和59年）2月1日 - 行李起卸服務停止。
- 1987年（昭和62年）4月1日 - 因國鐵分割民營化，本站成為北海道旅客鐵道的車站。
- 1988年（昭和63年）2月1日 -  松前線停運，本站也成為廢站。

## 相鄰車站
北海道旅客鐵道
松前線
及部－松前

## 相關項目
- 日本鐵路車站列表